# Дюбуа, Пьер (фольклорист)
Пьер Дюбуа (фр. Pierre Dubois; род. 19 июля 1945, Шарлевиль-Мезьер, Франция) — французский учёный-фольклорист, писатель, автор франко-бельгийских комиксов (bande dessinée), сценарист, рассказчик и лектор, специализирующийся на феях и «маленьких народце» (гномы, карлики, лютены и т.д.) во французском фольклоре.

## Биография
Родился в бедной семье промышленного дизайнера. Его отец запрещал ему читать комиксы и детские книжки, однако Дюбуа с детства увлекался историями о волшебстве и сказками, а также очень любил гулять по лесам. Окончив школу, он поступил изучать живопись в Школу изящных искусств в Валансьене, но рано оставил её и стал свободным иллюстратором, а затем начал собирать материалы по французскому фольклору о феях и карликах, выступая с рассказами об этом на радио и телевидении в течение более чем тридцати лет; в итоге это стало его профессией и привлекло к его деятельности некоторый общественный интерес. 
По его собственным словам, он является основателем «науки» под названием «эльфикология», под которой понимается изучение фей и «маленьких народцев». Первоначально Дюбуа употреблял это слово в шуточном контексте. В 1980-х он работал над серией фантастических книг, в жанре постапокалипсис, под псевдонимом Зеб Шилликот. Его первый альбом комиксов был выпущен в 1986 году получил положительные отзывы критиков. С тех пор он выпускает комиксы ежегодно, а также регулярно выступает на телевидении различных конференциях с материалами на тему сказок и легенд о «маленьких человечках», ставших его «научной специальностью». 
В 1990-х годах были опубликованы его «большие энциклопедии», посвящённые лютинам (всем «малым народцам»), феям и эльфам («La Grande Encyclopédie des fées», «La Grande Encyclopédie des lutins», «La Grande Encyclopédie des elfes»), ставшие результатом более чем 20-летней работы. Благодаря этим книгам Дюбуа получил международную известность. Эти книги были проданы миллионными тиражами и считаются первыми работами подобного рода и масштаба во Франции, а сами материалы и художественный стиль Дюбуа оказали влияние на современных французских писателей и художников, работающих в фэнтезийной тематике.